# Canscora bidoupensis
Canscora bidoupensis är en gentianaväxtart som beskrevs av Hul. Canscora bidoupensis ingår i släktet Canscora och familjen gentianaväxter. Inga underarter finns listade i Catalogue of Life.